# Литовці Латвії
Литовці Латвії — одна з історичних національних меншин Латвії.
Більшість латвійських литовців проживають як у регіоні Лейшмале (вздовж кордону Латвії з Литвою), так і в містах Лієпая та Єлгава.
Найбільша частка литовців зосереджена на території Земгальського та Курземського регіону, зокрема у Дуникському, Бартському, Калетському та Грамздському волостях. Також чисельні громади литовців проживають у прикордонних районах Земгале (волості Вецсауле та Скайсткалне) і Селії (волості Курмене та Маззалве).

## Зміни чисельності литовців у Латвії (1897—2024)[1]
| Заявлена національність | 1897   | 1920   | 1925   | 1930   | 1935   | 1959   | 1970   | 1979   | 1989   | 2000   | 2011   | 2024   |
| ----------------------- | ------ | ------ | ------ | ------ | ------ | ------ | ------ | ------ | ------ | ------ | ------ | ------ |
| Литовці                 | 26 026 | 25 538 | 23 192 | 25 885 | 22 913 | 32 383 | 40 589 | 37 818 | 34 630 | 33 430 | 24 479 | 20 155 |